# Nora Exner

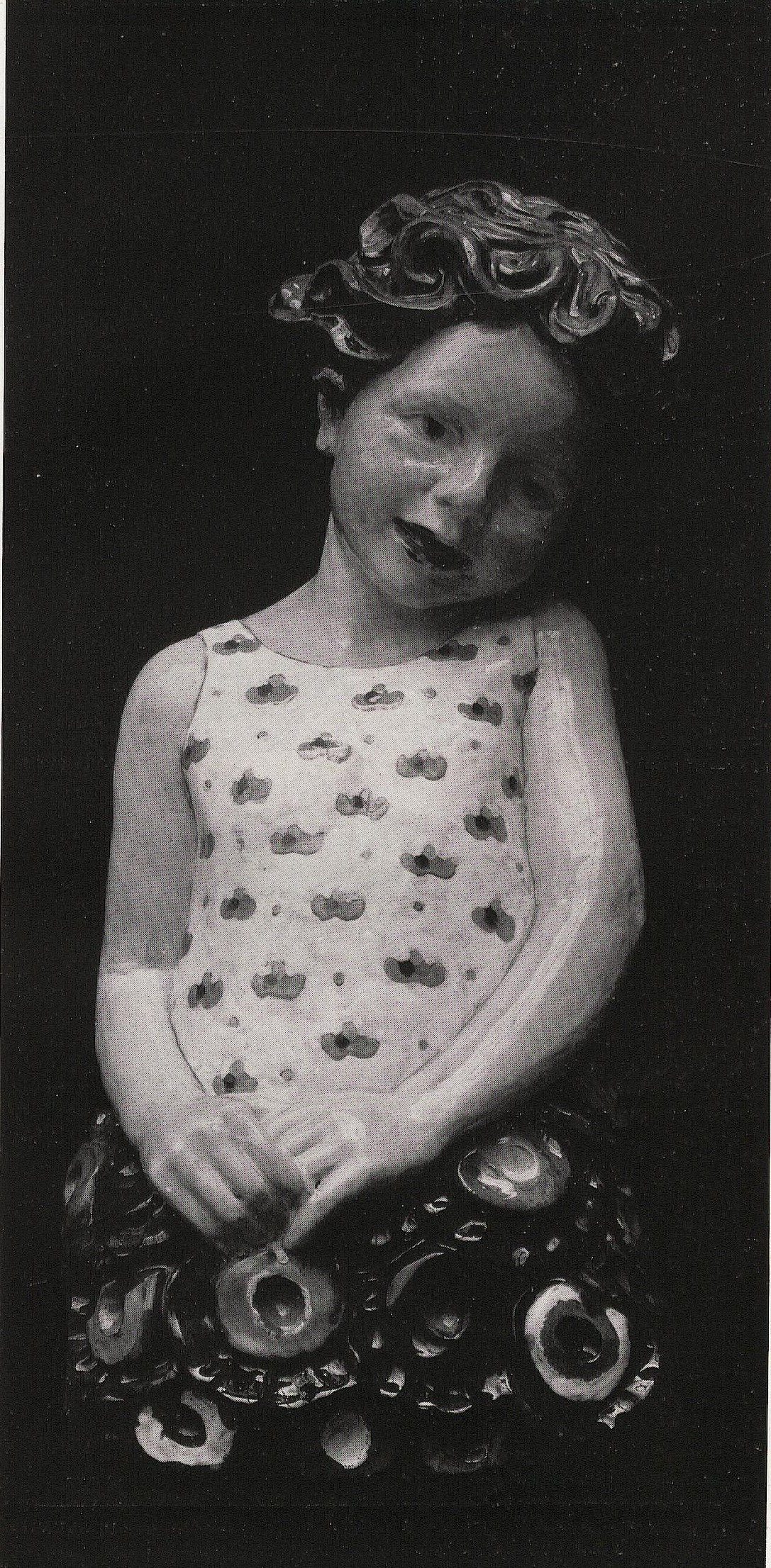
Mädchen (Keramik)

Nora Exner, verehelichte von Zumbusch (* 3. Februar 1879 in Wien; † 18. Februar 1915 ebenda) war eine österreichische Grafikerin, Bildhauerin und Keramikerin.

## Leben und Wirken

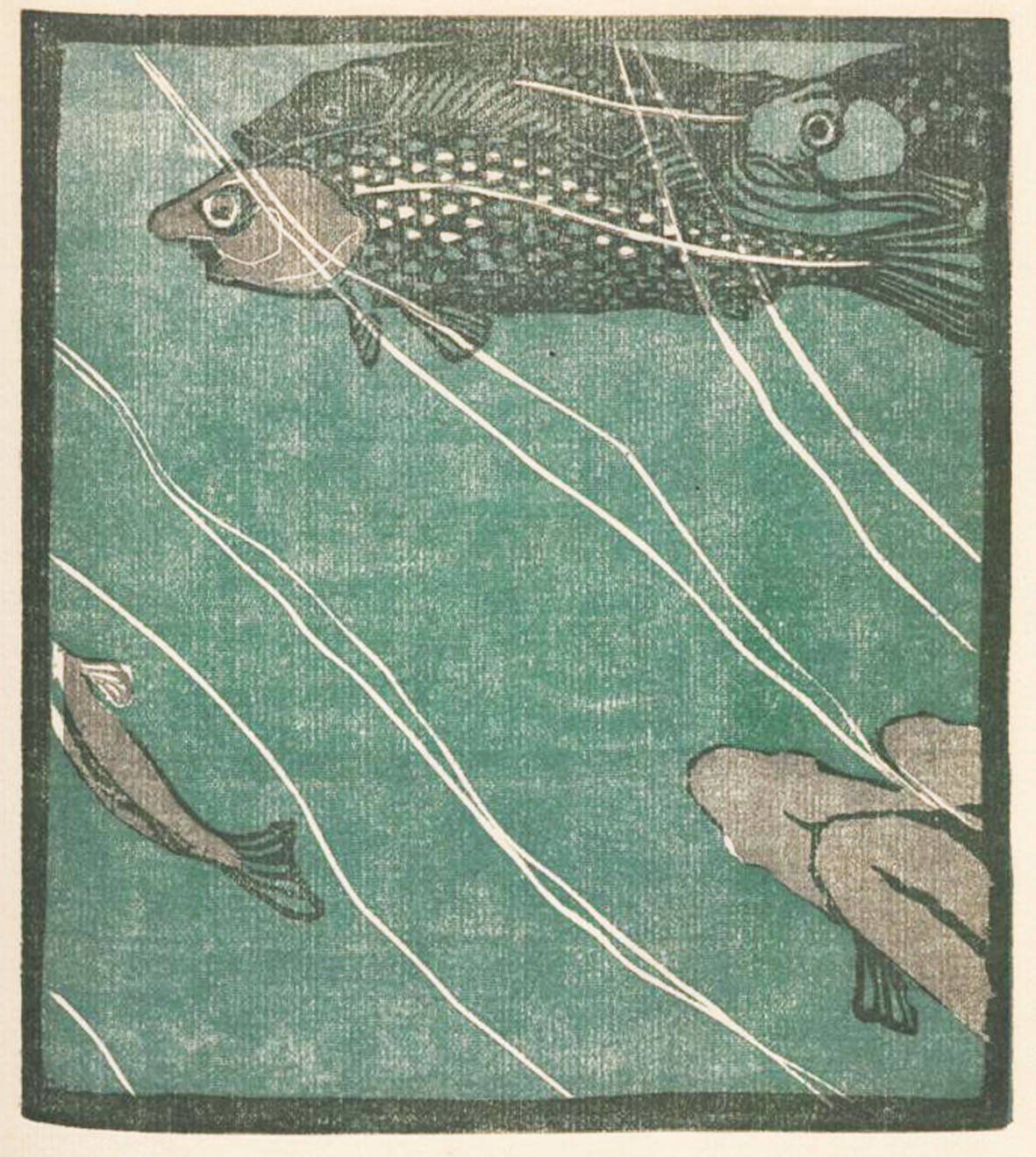
Fische, Holzschnitt 1903

Nora Exner stammte aus einer der bekanntesten Akademikerfamilien des alten Österreich. Sie war die Tochter von Adolf Exner (1841–1894) und dessen Frau Constanze Grohmann (1858–1922). 
Sie  studierte von 1902 bis 1905 an der Wiener Kunstgewerbeschule bei Alfred Roller, Kolo Moser, Franz Barwig und Franz Metzner, weiters in München bei Leopold von Kalckreuth und in Rom. Seit 1906 war sie mit dem Dermatologen Leo von Zumbusch verheiratet.
Gemeinsam mit ihrer ein Jahr jüngeren Cousine, Hilde Exner, und Franz Fiebiger gestaltete sie Holzschnitte von Tieren für ein Bilderbuch. Sie zeigte Plastiken auf der Kunstschau Wien 1908. 1906 und 1913 stellte sie in der Wiener Galerie Miethke aus. 1909 und 1910 arbeitete sie an den Werkstätten für Keramik bei Michael Powolny.
Wie ihre Cousine widmete sich die Künstlerin während des Ersten Weltkriegs der Kranken- und Verwundetenpflege – und infizierte sich dabei, so wie Hilde Exner, unrettbar. 
Sie wurde am Dornbacher Friedhof in einem ehrenhalber gewidmeten Grab bestattet.